# 马让塔
马让塔（法語：Magenta，法語發音：[maʒɛ̃ta]）是法国马恩省的一个市镇，属于埃佩尔奈区。

## 名称
该市镇以意大利城镇马真塔命名，纪念法军在馬真塔戰役中战胜奥地利军队。

## 地理
马让塔（49°3'8"N, 3°57'55"E）面积0.97 平方千米，位于法国大東部大區马恩省，该省份为法国东北部内陆省份，北起阿登省，西北接埃纳省，西南接塞纳-马恩省，南至奥布省，东南接上马恩省，东临默兹省。
与马让塔接壤的市镇（或旧市镇、城区）包括：迪济、奥特维莱尔、埃佩尔奈。
马让塔的时区为UTC+01:00、UTC+02:00（夏令时）。

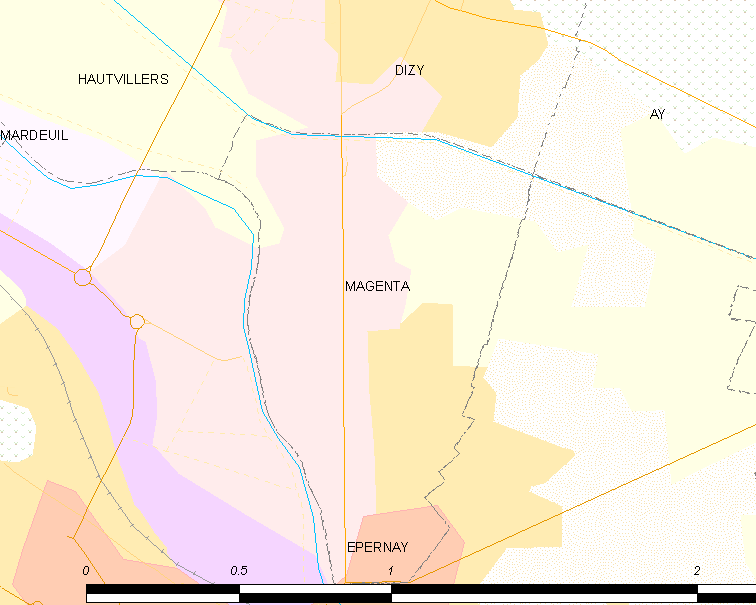
马让塔的OSM定位图

## 行政
马让塔的邮政编码为51530，INSEE市镇编码为51663。

## 政治
马让塔所属的省级选区为埃佩尔奈第一县。

## 人口

1962-2008年间马让塔人口变化图示

马让塔于2022年1月1日时的人口数量为1686人。